# Пол Валери
Амброа̀з-Пол-Тусѐн-Жул Валерѝ (на френски: Ambroise-Paul-Toussaint-Jules Valéry) е френски поет, есеист и литературен критик, един от най-емблематичните представители на европейския символизъм, силно повлиян в творчеството си от Стефан Маларме.

## Биография
Роден е на 30 октомври 1871 година в Сет, департамент Еро, Франция, в семейството на митнически чиновник, но израства в Монпелие, недалеч от родния му град. Завършва колеж в Сет, а след това следва право в университета в Монпелие. През 1890 г. се запознава с начинаещия писател Пиер Луис, който го въвежда в литературните среди.
От 1892 г. живее в Париж, където известно време е близък до кръга на поета Стефан Маларме. В Париж работи като чиновник до 1922 г. През 1924 г. пътува из Европа, изнасяйки лекции, а през 1925 г. е избран за член на Френската академия. В периода 1925 – 1930 г. участва в работата на международната комисия за интелектуално сътрудничество към Лигата на нациите, в която от 1936 до 1939 г. ръководи постоянен комитет за изкуство и литература.
През 1931 г. в Кан основава Международен колеж, а по-късно оглавява специално създадената за него Катедра по поетика в Колеж дьо Франс. Ректор е и на Средиземноморския научен център в Ница.
След началото на Втората световна война позицията му се различава от официалната политика и той загубва някои позиции, а след германската окупация изпада практически в немилост. За кратко време след края на войната Валери възвръща част от предишната си слава. През последните 20 години от своя живот той е една от публичните фигури на френския интелектуален живот.
Умира на 20 юли 1945 година в Париж на 73-годишна възраст. Във Франция е обявен национален траур. Погребан е в родния си град, в т.нар. „морско гробище“, на което е посветена една от неговите най-известни поеми.

## Литературна дейност
Първите си стихотворения Валери публикува още докато следва право. През 1892 г. преживява своеобразна духовна криза, след която решава да се отдаде на познанието, загърбвайки поезията и удоволствията. Оттогава датират неговите „Тетрадки“ (Cahiers), които всяка сутрин изпълва с размишления и наблюдения с разнообразна проблематика. Едва след края на Първата световна война публикува отново поеми, които имат забележителен успех.
Събрани съчинения на Пол Валери излизат във Франция през 1957 – 60 г., два тома в поредицата „Плеяди“, а първото по-пълно издание на „Тетрадки“ се появява в следващото десетилетие. Понастоящем се работи върху дигитализирането на 30 000 страници, върху които е авторовият материал, включващ графики, типография и др. особени маркировки. 
В последните години от живота си Пол Валери чете в Колеж дьо Франс курс по Поетика (1937-1945). Подготвителните бележки се намират в "Тетрадките", но през 2020 г. са открити стенограми и записки, които позволяват възстановяването на 40 лекции, публикувани за първи път в 2023 г.
Сред най-известните съчинения на Пол Валери са стихосбирките „Младата парка“ (1917) и „Очарования“ (1922), както и цикълът разкази за интелектуалния г-н Тест, започнат с „Вечер с господин Тест“ през 1896 г.

### Издания на български
- Човекът и раковината, София: Народна култура, 1987 (сб. есета, 392 стр.)
- Поглед към съвременния свят: Избрани есета, превод от френски Евгения Грекова, София: Любомъдрие, 1997, ISBN 954-8334-31-3
- Реч за естетиката и други есета, София: Нов български университет, 2011.
- Избрани произведения в два тома. Т. 1, Господин Тест (проза), София: ИК "Гутенберг", 2016, ISBN 978-619-176-071-8 ; Т. 2, Младата парка, София: ИК "Гутенберг", 2020, ISBN 9786191761654